# Marianne Hapig
Marianne Hapig, née le 5 mars 1894 à Hohenthurm, dans l'agglomération de Landsberg et décédée le 23 mars 1973 à Berlin-Mariendorf, est une travailleuse sociale allemande. De confession catholique, elle s'appuie sur sa foi pour lutter contre le nazisme et venir en aide aux juifs menacés de déportation et aux personnes détenues.

## Biographie
Marianne Hapig est née le 5 mars 1894 à Hohenthurm. Elle est la troisième des cinq enfants de Xaver Hapig, régisseur au manoir local, et Luise Dücher,.
Marianne Hapig fréquente l'école de Halle, passe son Abitur en 1911 à Wiesbaden. Elle suit ensuite un séminaire d'économie domestique à Münster et réussit, en 1913, un examen qui lui permet d'enseigner l'économie domestique.
De 1914 à 1918, elle travaille dans la ferme de son père et fait une formation à l'École sociale des femmes (de) de l'Association des femmes catholiques allemandes à Berlin. Elle y obtient un diplôme de travailleuse sociale en 1920. Elle passe encore un examen d'infirmière pédiatrique. En 1921, elle devient assistante sociale chargée de la tuberculose au bureau de Berlin-Neukölln. C'est là qu'elle rencontre Marianne Pünder (de) avec laquelle elle noue une amitié pour la vie,,.
De 1925 jusqu'à leur mort, en 1926 et 1927, elle prend en charge ses parents malades. Elle peut ensuite terminer sa troisième année à l'Académie allemande pour le travail social et pédagogique des femmes (de) en 1928 et 1929. À partir de 1929, elle dirige les services sociaux à l'hôpital St. Hedwig (de) de Berlin-Mitte. Elle est la première assistante sociale permanente et formée dans un hôpital catholique en Allemagne.
Marianne Hapig rédige des textes sur la situation hospitalière, dans lesquels elle souligne le rôle indispensable des travailleurs sociaux hospitaliers. Selon elle, « Il faut, dans chaque hôpital moderne, y compris ceux de la prévoyance gratuite, un travailleur social hospitalier. » et elle défend la nécessité d'une formation complète, sanctionnée par un diplôme.
À partir de 1930, Marianne Hapig est présidente de la branche berlinoise de l'Association des travailleuses sociales fonctionnaires catholiques allemandes (Verein katholischer deutscher Sozialbeamtinnen).
L'hôpital St. Hedwig se situe dans le quartier résidentiel de Scheunenviertel, à proximité de la synagogue de l'Oranienburger Strasse, de l'école juive de la Auguststrasse et d'une maison de retraite juive de la Grosse Hamburgerstrasse. Dans cet environnement, Marianne Hapig est témoin des changements qui interviennent après la prise de pouvoir des nazis. La fervente catholique qu'elle est rejette résolument le nazisme.
Marianne Hapig, avec son amie Marianne Pünder et le médecin principal Erhard Lux, établit un fichier de femmes juives vivant illégalement à Berlin, auxquelles ils procurent un logement et de la nourriture. Ils les cachent dans l'hôpital St. Hedwig, en les faisant passer pour des patients ou des membres du personnel,,.
Les deux femmes s'occupent aussi des prisonniers et de leurs familles dans les prisons de Tegel et Moabit. Elles font passer les messages, fournissent de la nourriture et du linge. Elles apportent aussi des hosties et du vin aux prêtres et religieux emprisonnés. Parmi les personnes à qui elles viennent en aide figurent l'ancien secrétaire d'état et frère de Marianne Pünder, Hermann Pünder (de), le résistant André Hermès, des membres du cercle de Kreisau et des personnes arrêtées à la suite de l'échec du complot contre Hitler du 20 juillet 1944 comme Hans Lukaschek et Otto Gesler,,.
Elles soutiennent les détenus lors des procès devant le Volksgerichtshof et lors des exécutions à Plötzensee. Toutes deux agissent en accord avec le cardinal Preysing et préparent les prisonniers aux interrogatoires et procès à venir.
Elles parviennent à faire sortir clandestinement les manuscrits d'Alfred Delp, qui seront publiés sous le titre Im Angesicht des Todes en 1957, et la lettre d'adieu de Nikolaus Gross de la prison de Tegel,.
Marianne Hapig travaille à l'hôpital St. Hedwig jusqu'à la construction du mur de Berlin en 1961.
Elle décède à Berlin-Mariendorf le 23 mars 1973. Elle est enterrée au cimetière Saint Matthias.

## Hommages
- 1952 : Croix fédérale du mérite, 1re classe[1]
- 1965 : Croix d'honneur Pro Ecclesia et Pontifice
- 1989 : le Sénat de Berlin honore Marianne Hapig et Marianne Pünder en apposant une plaque commémorative sur leur maison Marienstrasse à Berlin-Lichterfelde (« Les "deux Marianne" ont aidé par conviction chrétienne de nombreux persécutés et accusés du Tribunal populaire pendant le Troisième Reich. »)[3].

## Publications
- (de) Marianne Hapig et Elisabeth Prégardier (dir.), Tagebuch und Erinnerungen, Edition Mooshausen, 2007, 144 p. (ISBN 978-3-89857-251-4)
- (de) Die soziale Krankenhausfürsorge in den Anstalten der freien Wohlfahrtspflege, Freie Wohlfahrtspflege, 4/1931, p. 149 et suiv.
- (de) Unterrichtserteilung an Krankenpflegeschülerinnen durch die Krankenhausfürsorgerin, Soziale Berufsarbeit, 1/1932, p. 6–7